# Buchnera buchneroides
Buchnera buchneroides är en snyltrotsväxtart som först beskrevs av Spencer Le Marchant Moore, och fick sitt nu gällande namn av John Patrick Micklethwait Brenan. Buchnera buchneroides ingår i släktet Buchnera och familjen snyltrotsväxter. Inga underarter finns listade i Catalogue of Life.